# MISTY RAINY DAY
『MISTY RAINY DAY』（ミスティ・レイニー・デイ）は障子久美3作目のシングル。1993年4月21日に、ビクターエンタテインメントから発売。2020年9月2日MEG-CDから再発売、同年10月14日に配信でも発売された。アルバム・ヴァージョンは「SCOPE OF SOUL」に収録。カップリング曲「LABYRINTH」にはCHARAが参加。

## 収録曲
1. MISTY RAINY DAY
2. LABYRINTH
3. MISTY RAINY DAY（オリジナル・カラオケ）
4. LABYRINTH（オリジナル・カラオケ）